# 예허나라 후이정
엽혁나랍 혜징(葉赫那拉 惠徵, 예허나라 후이정, 1805년 7월 2일 ~ 1853년 7월 8일)은 예허나라 할아(葉赫那拉氏, 만주어: ᠶᡝᡥᡝ
ᠨᠠᡵᠠ
ᡥᠠᠯᠠ Yehe Nara Hala) 출신이고, 만주 양람기인(鑲藍旗人, 만주어: ᡴᡠᠪᡠᡥᡝ
ᠯᠠᠮᡠᠨ
ᡤᡡᠰᠠᡳ
ᠨᡳᠶᠠᠯᠮᠠ Kubuhe Lamun Gūsai Niyalma)으로 청 제국 관료(官僚) 겸 황실 외척이다.

## 생애

### 관직 출사 이후청나라황실과의 관계
중국 청나라 제8대 황제 도광제(道光帝) 시대였던 1831년 음서로써 관직에 출사한 그의 아명(兒名)은 엽혁나랍 혜정(葉赫那拉 惠征, 예허나라 후이정), 엽혁나랍 혜치(葉赫那拉 惠致, 예허나라 후이지)이다.
본부인 1명과 측실 1명을 거느리고 둘 사이에서 슬하에 2남 4녀를 얻은 그는 서태후(西太后, 셋째딸)와 예허나라 완전(葉赫那拉 婉貞, 넷째딸)과 예허나라 구이샹(葉赫那拉 桂祥, 둘째아들)의 아버지이며 광서제(光緖帝)의 본부인(本夫人)이자 외사촌 누나인 효정경황후(孝定景皇后)의 할아버지인 그는 순현친왕(醇賢親王)의 장인(丈人)이자 청나라 제9대 황제 함풍제(咸豊帝)의 첩장인(妾丈人)이며 청나라 제10대 황제 동치제(同治帝)의 외조부(外祖父)가 되고 청나라 제11대 황제 광서제(光緖帝)에게는 외조부(外祖父)이자 장조부(丈祖父)가 된다.

### 비참한 최후와 사망
1852년 셋째딸(서태후)이 함풍제(咸豊帝)의 후궁(後宮)으로 간택되었으나 그 해에 우연찮게 청나라 조정으로부터 억울한 누명을 쓰고 관직이 박탈됨과 동시에 퇴출되어 이후 그 충격으로 인하여 이듬해 1853년 7월 8일 향년 48세로 병사하였다.

### 청 광서제와의 관계
청나라의 제11대 군주 광서제(光緖帝)는 그의 외손(외손자)이자 친손서(손녀사위)이다.